# Epidesma vinasia
Epidesma vinasia är en fjärilsart som beskrevs av William Schaus 1910. Epidesma vinasia ingår i släktet Epidesma och familjen björnspinnare. Inga underarter finns listade i Catalogue of Life.